# Hapalonychoides similis
Hapalonychoides similis är en skalbaggsart som beskrevs av Martinez 1994. Hapalonychoides similis ingår i släktet Hapalonychoides och familjen Hybosoridae. Inga underarter finns listade i Catalogue of Life.